# Saronno Foot Ball Club 1998-1999
Questa voce raccoglie le informazioni riguardanti il Saronno Foot Ball Club nelle competizioni ufficiali della stagione 1998-1999.

## Rosa
| N. |                   | Ruolo | Calciatore           |
| -- | ----------------- | ----- | -------------------- |
|    | Italia (bandiera) | C     | Simone Adani         |
|    | Italia (bandiera) | A     | Simone Aloe          |
|    | Italia (bandiera) | C     | Giovanni Arioli      |
|    | Italia (bandiera) | D     | Michele Bacis        |
|    | Italia (bandiera) | C     | Luca Bedendi         |
|    | Italia (bandiera) | C     | Stefano Botteghi     |
|    | Italia (bandiera) | D     | Massimo Brambati     |
|    | Italia (bandiera) | D     | Paolo Bravo          |
|    | Italia (bandiera) | D     | Alberto Castiglioni  |
|    | Italia (bandiera) | C     | Stefano Cognata      |
|    | Italia (bandiera) | C     | Alessandro D'Amicis  |
|    | Italia (bandiera) | C     | Massimo Dalle Nogare |
|    | Italia (bandiera) | C     | Giorgio Figaia       |

| N. |                   | Ruolo | Calciatore         |
| -- | ----------------- | ----- | ------------------ |
|    | Italia (bandiera) | A     | Paolo Giometti     |
|    | Italia (bandiera) | C     | Mario Morfeo (II)  |
|    | Italia (bandiera) | C     | Matteo Nicolini    |
|    | Italia (bandiera) | D     | Claudio Poligneri  |
|    | Italia (bandiera) | D     | Michele Riberti    |
|    | Italia (bandiera) | P     | Luca Righi         |
|    | Italia (bandiera) | A     | Giuseppe Salemme   |
|    | Italia (bandiera) | D     | Luca Sannino       |
|    | Italia (bandiera) | A     | Gianluca Savoldi   |
|    | Italia (bandiera) | D     | Manuel Scalise     |
|    | Italia (bandiera) | A     | Giovanni Spinelli  |
|    | Italia (bandiera) | A     | Emiliano Strametto |
|    | Italia (bandiera) | D     | Marco Zaffaroni    |

## Risultati

### Campionato

#### Girone di andata
| 6 settembre 1998 1ª giornata | Saronno | 4 – 1 | Modena |  |

| 13 settembre 1998 2ª giornata | Alzano Virescit | 1 – 0 | Saronno |  |

| 20 settembre 1998 3ª giornata | Saronno | 3 – 0 | Carrarese |  |

| 27 settembre 1998 4ª giornata | Padova | 0 – 0 | Saronno |  |

| 4 ottobre 1998 5ª giornata | Saronno | 0 – 1 | Como |  |

| 11 ottobre 1998 6ª giornata | Pistoiese | 1 – 0 | Saronno |  |

| 18 ottobre 1998 7ª giornata | Lecco | 1 – 2 | Saronno |  |

| 25 ottobre 1998 8ª giornata | Saronno | 1 – 0 | Arezzo |  |

| 8 novembre 1998 9ª giornata | Varese | 1 – 1 | Saronno |  |

| 15 novembre 1998 10ª giornata | Saronno | 0 – 1 | Lumezzane |  |

| 22 novembre 1998 11ª giornata | SPAL | 3 – 1 | Saronno |  |

| 29 novembre 1998 12ª giornata | Saronno | 1 – 1 | Livorno |  |

| 6 dicembre 1998 13ª giornata | Cittadella | 2 – 0 | Saronno |  |

| 13 dicembre 1998 14ª giornata | Saronno | 2 – 0 | Carpi |  |

| 20 dicembre 1998 15ª giornata | Saronno | 1 – 1 | Brescello |  |

| 23 dicembre 1998 16ª giornata | Siena | 1 – 2 | Saronno |  |

| 6 gennaio 1999 17ª giornata | Saronno | 0 – 0 | Montevarchi |  |

#### Girone di ritorno
| 10 gennaio 1999 18ª giornata | Modena | 1 – 0 | Saronno |  |

| 17 gennaio 1999 19ª giornata | Saronno | 1 – 1 | Alzano Virescit |  |

| 24 gennaio 1999 20ª giornata | Carrarese | 1 – 0 | Saronno |  |

| 31 gennaio 1999 21ª giornata | Saronno | 0 – 3 | Padova |  |

| 14 febbraio 1999 22ª giornata | Como | 2 – 0 | Saronno |  |

| 21 febbraio 1999 23ª giornata | Saronno | 0 – 0 | Pistoiese |  |

| 28 febbraio 1999 24ª giornata | Saronno | 1 – 0 | Lecco |  |

| 7 marzo 1999 25ª giornata | Arezzo | 4 – 0 | Saronno |  |

| 21 marzo 1999 26ª giornata | Saronno | 1 – 1 | Varese |  |

| 28 marzo 1999 27ª giornata | Lumezzane | 1 – 0 | Saronno |  |

| 3 aprile 1999 28ª giornata | Saronno | 0 – 0 | SPAL |  |

| 11 aprile 1999 29ª giornata | Livorno | 0 – 0 | Saronno |  |

| 18 aprile 1999 30ª giornata | Saronno | 0 – 1 | Cittadella |  |

| 25 aprile 1999 31ª giornata | Carpi | 2 – 1 | Saronno |  |

| 2 maggio 1999 32ª giornata | Brescello | 1 – 0 | Saronno |  |

| 9 maggio 1999 33ª giornata | Saronno | 0 – 0 | Siena |  |

| 16 maggio 1999 34ª giornata | Montevarchi | 1 – 0 | Saronno |  |